# Koordinációs kémia
A koordinációs kémia (más néven komplexkémia) olyan területe a kémiának, amely komplex vegyületek tulajdonságaival, szerkezetükkel, viselkedésükkel, változásaikkal és előállításukkal foglalkozik. A kémia egyik igen sokat kutatott, és nagy jelentőséggel bíró ága, szervetlen, analitikai kémiai, és biokémiai vonatkozásokkal.
A kémiában komplexnek hívják azokat a vegyületeket, ionokat, amelyekben koordinatív kötéssel ligandumok kapcsolódnak a középpontban lévő atomhoz, ionhoz. 

## A koordinációs kémia története
Komplex vegyületeket már a kémia (mint tudomány) kialakulásának a kezdetén ismertek, de a szerkezetükről ekkor szinte még semmit sem tudtak. Fontos előrelépés volt, mikor Alfred Werner többek közt feltételezte, hogy a Co(III)-hoz hat ligandum kapcsolódik, oktaéderes szerkezetet alakítva ki. Elmélete alapján meg lehetett magyarázni az egyszerű és a komplex ionok közti számos különbséget, és néhány komplex izomer kialakulását is.

## A komplexek fajtái
A komplex vegyületek egyik osztályozási módja elektromos töltésük alapján történik. A komplexek töltését a ligandumok és a központi fémion töltésének algebrai összege adja meg. A komplex töltése egyenlő a külső szféra ionjainak töltésével, ellentétes előjellel. Ennek megfelelően léteznek:
- Kationkomplexek (pozitív töltésűek) pl: [Pt(NH3)6]4+, [Co(NH3)6]3+
- Anionkomplexek (negatív töltésűek) pl: [PtCl6]2-, [Fe(CN)6]4-
- Semleges komplexek (nincs töltésük) pl: [Pt(NH3)2Cl4]0, [CrCl3(H2O)3]0
- Kation-anionkomplexek (komplex kationnak komplex anionnal alkotott vegyületei) pl: [Co(NH3)6][Co(CN)6]

Természetes komplex vegyületek a növényeknek zöld színt kölcsönző klorofill és a gerincesek vérének vörös festékanyaga, a hem, amely a hemoglobin része.

## Fordítás
- Ez a szócikk részben vagy egészben  a   Complex (chemistry) című angol Wikipédia-szócikk fordításán alapul.  Az eredeti cikk szerkesztőit annak laptörténete sorolja fel. Ez a jelzés csupán a megfogalmazás eredetét és a szerzői jogokat jelzi, nem szolgál a cikkben szereplő információk forrásmegjelöléseként.